# Turulung
Turulung là một xã thuộc hạt Satu Mare, România. Dân số thời điểm năm 2002 là 3910 người.